# Sudmerberg (Goslar)
Sudmerberg ist ein Stadtteil von Goslar im niedersächsischen Landkreis Goslar am Harz. Er hat etwa 1800 Einwohner.

## Geographische Lage
Sudmerberg liegt im Naturpark Harz. Es breitet sich westlich des Sudmerberges (355 m ü. NHN) zwischen der Goslarer Kernstadt im Südwesten sowie den Goslarer Stadtteilen Ohlhof im Nordnordwesten und Oker im Südosten aus. Vorbei führt auf der Grenze zu Ohlhof die Bundesstraße 6. Entlang dem Südrand des Stadtteils fließt die Abzucht.

## Geschichte
Der Rat der Stadt Goslar verabschiedete im April 1935 den Bebauungsplan für das Gebiet Sudmerberg. Am 12. Dezember 1936 bezogen die ersten Bürger ihre Häuser und Wohnungen. Während des Zweiten Weltkrieges ruhte die Bebauung. Ab 1948 fanden zahlreiche Flüchtlingsfamilien ihre neue Unterkunft in Sudmerberg. In Erwartung zahlreicher neuer Bewohner wurde auch in jenem Jahr der Bau der Sudmerbergschule beschlossen, die 1950 eingeweiht wurde. Bis etwa 1960 wurde am Sudmerberg ein kleiner Sandsteinbruch betrieben.

## Einwohnerentwicklung
- 1963: 3.500[2]
- 2019: 1.790[1]

(Schätzwerte)

## Sehenswürdigkeiten und Vereine
- Der Springbrunnen auf dem Marktplatz beinhaltet einen Erzbrocken aus dem Erzbergwerk Rammelsberg. Die Skulptur namens Mädchen mit dem Wasserschirm stammt von der Hand der Künstlerin Anna Barth aus Sankt Andreasberg.
- Vom auf dem Sudmerberg stehenden Sudmerbergturm fällt der Blick über die Stadt Goslar, das Harzvorland und zum Brocken.
- Der Fanfarenzug Goslar Sudmerberg, jetzt Powerbrass Sudmerberg, wurde 1965 gegründet.

## Religionen

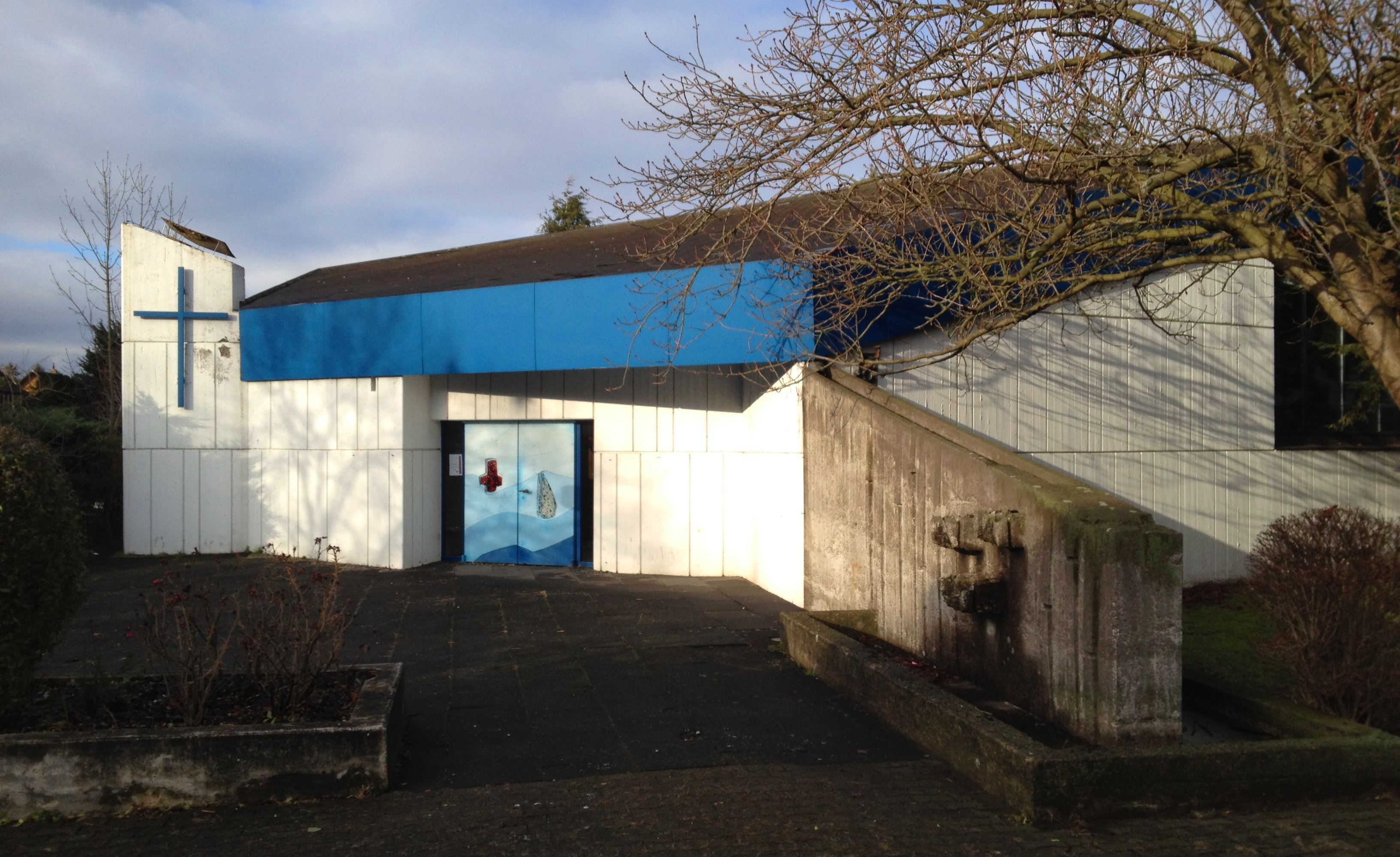
Evangelisch-lutherische Kirche St. Peter

Die evangelisch-lutherische Kirche St. Peter wurde 1972 am Nußanger errichtet, das Gemeindehaus bereits in den 1950er Jahren. 1969 wurde der am Ostrand von Sudmerberg gelegene Kindergarten St. Peter eingeweiht. Heute gehört die Kirchengemeinde zur Propstei Goslar.
Die katholische Kirche St. Barbara wurde 1969 erbaut. 2006 wurde die Kirche profaniert, zuletzt gehörte sie zur Pfarrgemeinde St. Jakobus der Ältere in Goslar. Heute befinden sich die nächstgelegenen katholischen Kirchen in den Nachbarortschaften Goslar, Jürgenohl und Oker.
Ein Königreichssaal von Jehovas Zeugen befindet sich am Westrand von Sudmerberg.